# Шон Ведерли
Шон Ведерли (енгл. Shawn Weatherly; Сан Антонио 24. јул 1959) је америчка глумица и носитељка титуле Мис универзума 1980. године. Позната је по улогама Карен Адамс у Полицијској академији 3 (1986) и Џил Рајли у култној ТВ серији Чувари плаже (1989–90). За појављивање у ТВ програму Океанквест била је номинована за Награду Еми за ударне термине.

## Филмографија
| Улоге Шон Ведерли |                                   |               |                           |           |
| Година            | Српски назив                      | Изворни назив | Улога                     | Напомена  |
| 1983.             | Ти Џеј Хукер                      |               | Клаудија Кол              | ТВ серија |
| 1983.             | Војводе Хазарда                   |               | Били Ен Баксли            | ТВ серија |
| 1983.             | А-тим                             |               | жена која вози кроз смеће | ТВ серија |
| 1983.             | Срећни дани                       |               | Сиси                      | ТВ серија |
| 1984.             | Трка Кенонбал 2                   |               | девојка Џимија Блејка     |           |
| 1986.             | Полицијска академија 3            |               | кадет Карен Адамс         |           |
| 1987.             | Метлок                            |               | Дебра О’Киф               | ТВ серија |
| 1989—1990.        | Чувари плаже                      |               | Џил Рајли                 | ТВ серија |
| 1992.             | Амитивилски ужас 6: Било је време |               | Андреа Ливингстон         |           |
| 1995.             | Убиство, написала је              |               | Кејт Данбери              |           |
| 1999.             | Чикаго хоуп                       |               | Керол Дерикс              | ТВ серија |
| 2010.             | Злочини из прошлости              |               | Бани Харгрив              | ТВ серија |